# 国旗
国旗（こっき、英語: National flag）は、国家を象徴する旗のこと。学校、議会、裁判所、軍隊や国際的な会議などの公的行事や公的機関で掲揚され、またその国の国民によっても掲揚される。また船舶や軍隊の所属を表すことにも使用される。国家的な弔意を示す場合にはこれを弔旗にする。

世界地図上に国旗を表示した図。

## 歴史

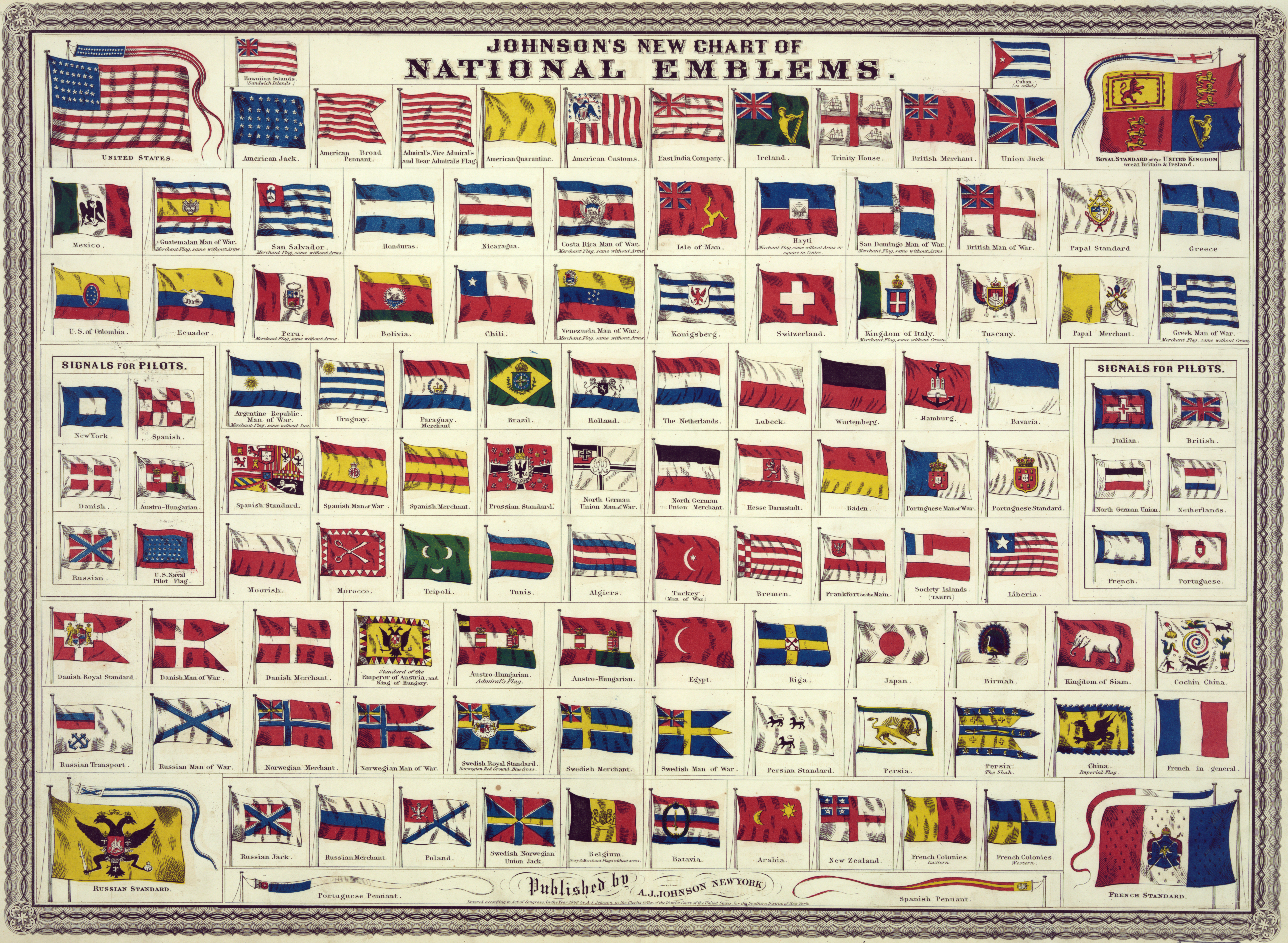
1868年当時の国旗

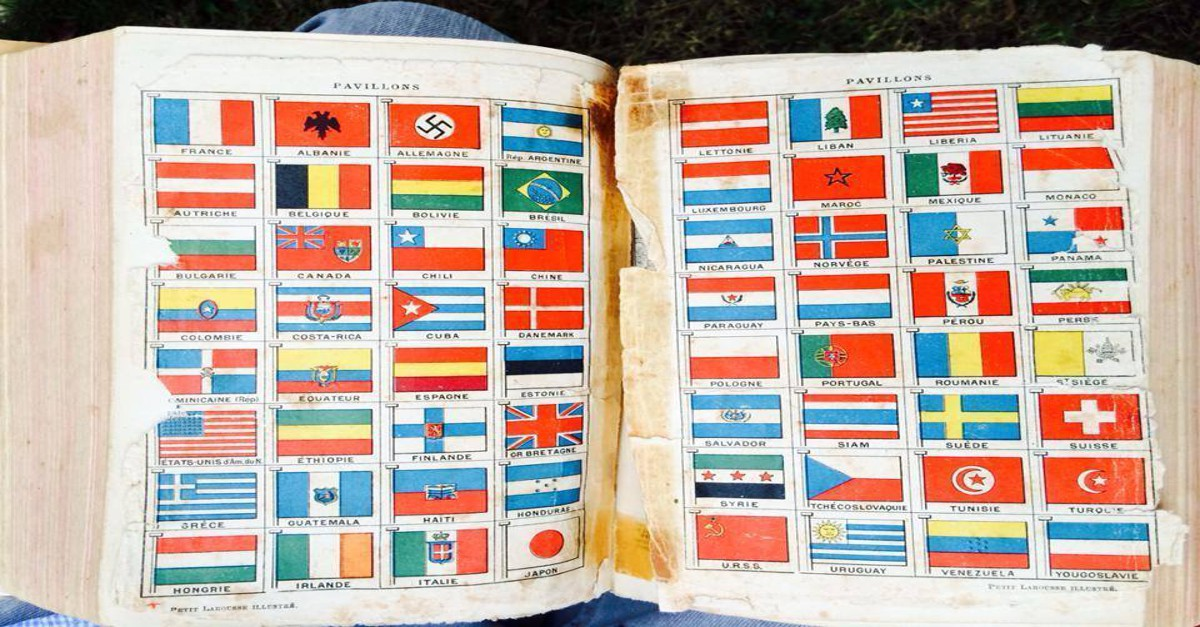
1939年当時の国旗。（部分）

歴史的には、戦場での所属を表すものとして使われた軍旗に起源を持つ。軍事的な意味から離れて所属する国家を表すために旗を掲揚する習慣は、船舶の所属を示すための商船旗として、17世紀初期に始まった。18世紀終わりごろから、各国のナショナリズム的意識の高まりによって、国民の間でも国旗を掲揚することが望まれるようになった。特にアメリカ合衆国の国旗は1777年に軍艦旗から採用されたものであるが、イギリスからの独立後、独立当時の州の数である13個の星をあしらった星条旗が、アメリカ合衆国の象徴として掲揚されるようになった。フランスのトリコロールは、1790年代にフランス第一共和政の象徴となった。イギリスのユニオンフラッグは、17世紀中に軍艦旗としてデザインされたものであるが、1908年より以前には、公的にはイギリスの国旗としては見なされていなかった。
多くのヨーロッパの国では、中世の軍旗を元にして、19世紀中頃から20世紀初頭までに国旗を制定した。例えば、スウェーデンの国旗は1906年に採用されたが、伝説では起源は13世紀にまで遡る。スイスの国旗は1889年に決定されたが、スイス国旗も中世の軍旗に起源を持つ。
ヨーロッパ外の国家も19世紀後半に国旗を定めた。例えば日本は1870年（明治3年）制定の商船規則によって、清は1890年に国旗を規定している。また、19世紀中にはほとんどの南アメリカの国家も国旗を決定している（ペルーは1820年、ボリビアは1850年、コロンビア1860年、ブラジル1822年など）。

## 陸上における旗
陸上において用いられる旗には、市民旗（FIAV記号）、政府旗 ()、軍用旗 () の3つの区別がある。政府旗は政府機関によって公的機関にのみ掲げられる旗であり、市民旗は政府に関係のない一般の市民も使用できる旗である。軍用旗は陸軍、空軍などの軍事機関によって使用される旗である。
実際には、少なからぬ国（例えばアメリカ合衆国やイギリス）は、この3つを区別せず同じ意匠の旗を使用している。国旗（英語: national flag）はこの3つを区別せず呼ぶときに使われる ()。しかし、特にラテンアメリカ諸国などの多くの国では、市民旗と政府旗が厳密に分けられていることもある。多くの場合では、市民旗のデザインは、政府旗から紋章を取り除くなどして単純化したものである（ドイツやベネズエラ・スペインなど）。たとえば、スペインの国旗において政府旗および軍用旗には、国章が描かれている。
しかし、政府旗と軍旗を区別している国は少ない。中国、台湾そして日本は、この数少ない例外である。北欧の国家においては、国旗の短辺に三角の切れ込みが入った旗（スワローテイルと呼ばれる）が、戦時の旗や海軍旗として使われている。

## 海上における旗
海上において、船籍を表すための旗は国籍旗(Jack)と、所属を示す旗（陸上の国旗と同様に、船旗にも3種類の区別がある ensign）がある。
民間の商船によって掲げられる市民旗（商船旗、civil ensign。）、公的機関に所属する非武装の船舶用の政府旗（state ensignsまたはgovernment ensigns; ）、そして軍艦によって掲げられる海軍旗（軍艦旗、war ensigns、naval ensignsとも。 ）である。

## 罰則

### 諸外国においての罰則
国旗は、その国を象徴し尊厳を表すものとして大切に扱われることが多いが、一方では国家を侮辱する目的で国旗を踏みつける、焼く、引き裂くなどの行為に及ぶことがある。こうした国旗への冒瀆行為は、諸外国の現地法に基づき犯罪として扱う場合と扱わない場合に分かれ、刑罰の対象となる場合は、国や地域により一定期間の懲役又は禁錮、罰金等に処されることが多い。ただし国章が描かれた国旗の場合は、その国旗は、その国の所有物と見做される場合があるので、日本のような外国国章損壊罪が存在しなくても、国章付き国旗の所有者は、その侮辱された国として、罰則等が科せられる可能性はある。

### 日本
日本では日章旗については思想・良心・表現の自由との兼ね合いで、自己所有のものである限り処罰されないが、外国旗に関しては外国国章損壊罪があり、数少ないながら有罪とした判例も存在する（最高裁第三小法廷決定・昭和40年4月16日）

### 韓国
大韓民国（韓国）では、国旗冒瀆罪が存在する。
韓国国内では北朝鮮の国旗を無許可で掲揚すると、国家保安法により処罰される可能性がある。

### シンガポール
シンガポールでは国旗と国歌の尊厳を定めた法律が存在し、シンガポール国旗を冒瀆することを禁じており、服や衣装に使用するにも大臣の許可を必要とする。
シンガポール国内では公的な場（チケットを購入しないと入れないスタジアム内は公的な場とはみなされない）での外国国旗の使用が禁止されている。

### ベトナム
現在のベトナム社会主義共和国領土内でかつての南ベトナム（ベトナム国及びベトナム共和国）の国旗を掲げることは禁じられている

### ウクライナ
ウクライナでは2015年に制定された「Про засудження комуністичного та націонал-соціалістичного (нацистського) тоталітарних режимів в Україні та заборону пропаганди їхньої символіки」（日本語訳：ウクライナにおける共産主義と国家社会主義〈ナチス〉全体主義体制の非難とそのシンボルの宣伝禁止）に基づいて、かつての国旗であるソ連の国旗とナチス時代のドイツの国旗の使用が禁じられている。

### ドイツ
現在のドイツ領土内で、ナチス時代の国旗であるハーケンクロイツ旗は民衆扇動罪の関係から公的な場で使用すると処罰の対象となる（ただし私的空間での使用は禁じられていない）。

### スイス
スイスの国旗はスイスの国章と同じである。スイスの国旗の配色を転倒して赤十字の標章が作成されていることから、1949年8月12日のジュネーブ条約（ジュネーヴ諸条約 (1949年) の第一条約。傷病者保護条約）では、「瑞西国に対して敬意を表するため該当聯邦国の著色を顛倒して作成したる白地赤十字の紋章は軍隊衛生勤務上の殊別記章として維持せらるべし」（同条約18条より片仮名を平仮名、旧字体を新字体に変更して。）などと、スイスの紋章の濫用を防止するための特別な扱いが国際的に定められている。

## 国旗と同様の扱いを受けている旗
この項目では正式な国旗ではないが国旗とほぼ同様の旗を記す。

### 日本
- 自衛艦旗である十六条旭日旗
  - 海上自衛隊の自衛艦旗は自衛隊において国旗と同位格の扱いを受ける[12]

日本の国旗（日章旗）縦横比は2:3
旧海軍で軍艦旗として用いられた十六条旭日旗、現在は海上自衛隊で自衛艦旗として用いられているもので縦横比は2:3

### ロシア
- 勝利の旗
  - 第二次世界大戦の勝利を記念した旗で、ソ連崩壊から5年後の1996年にロシア大統領ボリス・エリツィンが国旗と同じ格を与える布告を出し、祝日にはロシア国旗と共に掲揚される様になっていた。またこの旗は、かつてのロシア陸軍の軍旗でもあった。2012年現在も国旗と同じ格として扱われているかは不明。

ロシアの国旗
旧ソ連の勝利の旗

### 台湾
- チャイニーズタイペイオリンピック委員会旗
  - チャイニーズタイペイ代表としてでは、台湾の国旗である青天白日満地紅旗の代わりに使用・掲揚されている[13]。

台湾の国旗（青天白日満地紅旗）
チャイニーズタイペイのオリンピック委員会旗

### 韓国・北朝鮮
- 統一旗
  - 朝鮮半島の統一を願った旗で、オリンピックや第41回世界卓球選手権など南北統一チームが出場する大会で国旗代わりに使用されている。

統一旗

### ベトナム
- 南ベトナム解放民族戦線の旗・南ベトナム共和国臨時革命政府の国旗
  - 国旗ではないが、現在のベトナムにおいても行事等で用いられることがある。

現在の公式なベトナムの国旗（金星紅旗）
南ベトナム解放民族戦線旗

### ドイツ
ドイツには、市民および政府が使用できる市民旗と、政府と軍のみが使用できる政府旗があるが、市民旗の中央に国章を配置した、政府旗によく似た非公式の旗が市民によって用いられることもある。

ドイツの国旗（市民旗）
政府旗
市民旗の中央に国章を配置した非公式の旗
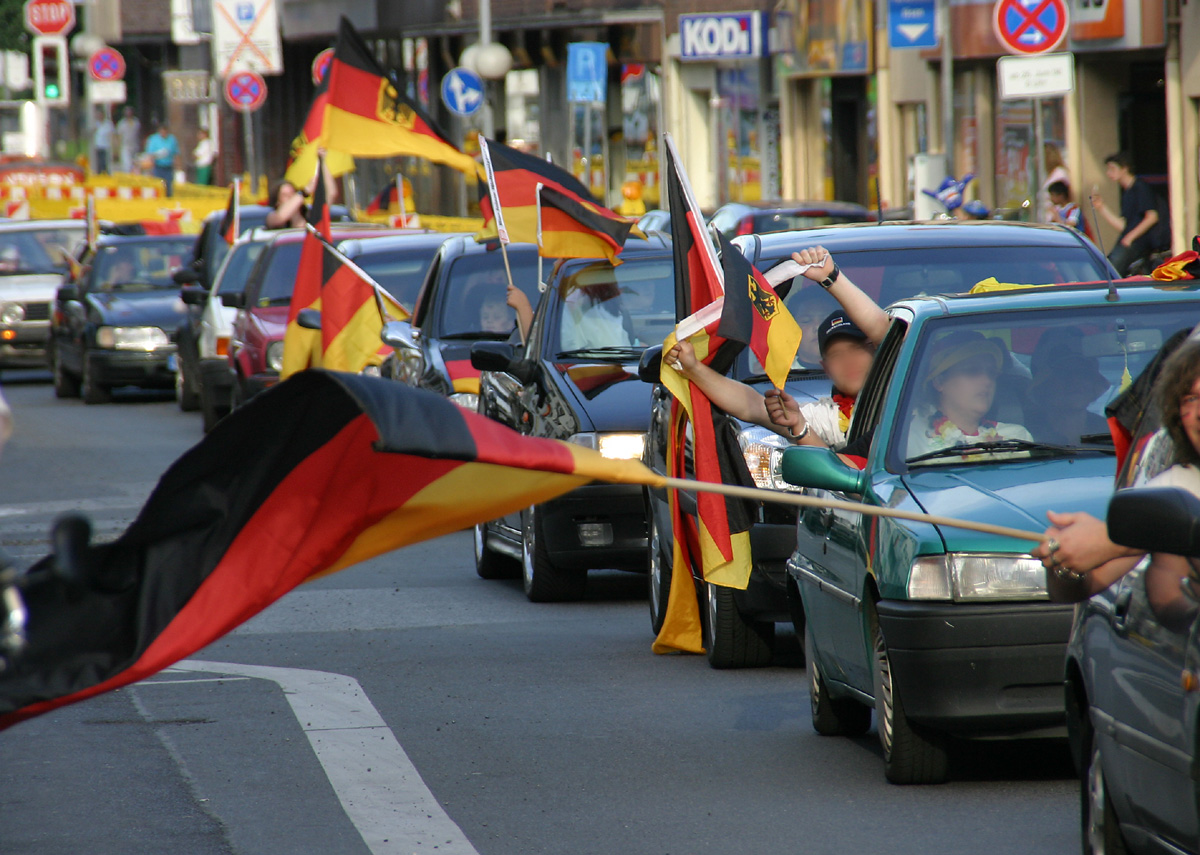
正規の市民旗とともに、非公式の旗が用いられる

### 北マケドニア
北マケドニアは、マケドニア地域を領するギリシャの要求に従って国旗を改訂した経緯があるが、以降も旧国旗が新国旗と並んで用いられることがある。

北マケドニアの国旗
マケドニアの旧国旗（1992年 - 1995年まで）
ギリシャ領マケドニアの旗
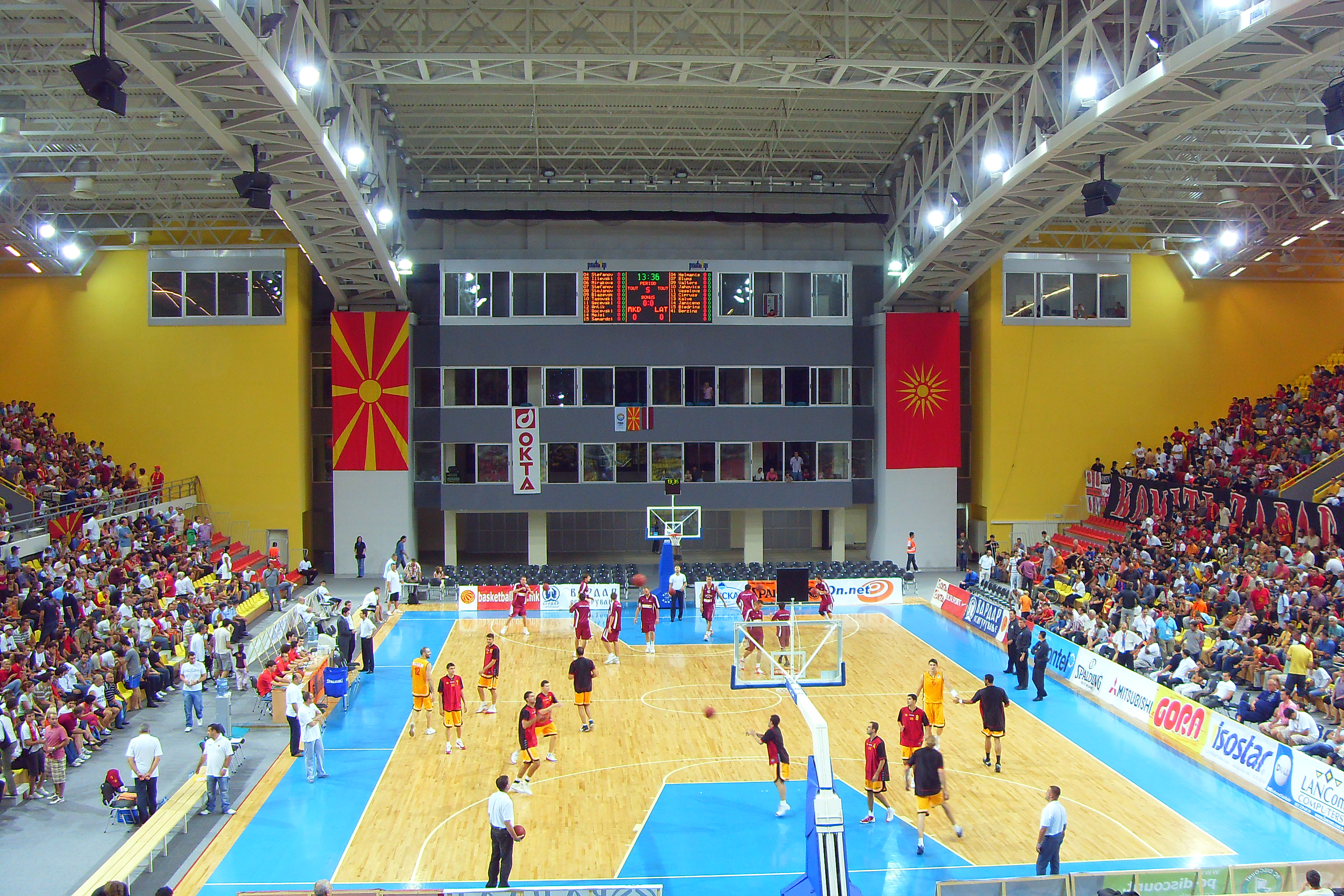
新旧国旗が並んで掲げられている体育施設

### その他
- 国際連合の旗
  - PKO派遣地域や信託統治地域では国旗とともに掲げられることがある。ただし、掲揚の際に国旗より下に掲揚してはならないなどの規定があり、場合によっては国旗以上の扱いを受ける。
- 欧州旗
  - 欧州連合加盟国では自国旗と並べて掲げられることが多い。
- オリンピックシンボル旗
  - 近代オリンピックにおいて、何らかの事情で国旗が使えなかったり、使うことを回避する場合に用いられることがある。オリンピックシンボル#国旗の代わりとしての利用 を参照。

国際連合の旗
欧州旗
オリンピックシンボル旗

## 色使い

赤、白、青は国旗において使用頻度が多い色である（画像はオランダの国旗）

国旗で最も多く使われている色は赤で、全国旗の74%に使用されており、次に多いのは白と青で、それぞれ全国旗の71%と50%に使用されている。

### 汎スラブ色
汎スラブ色は東欧のスラブ系民族が住む地域で多く使用される配色のことであり、赤・白・青の三色を指す。汎スラブ色は自由と革命を象徴し、チェコスロバキア、ユーゴスラビアの元構成国に広く見られる。前述の通り赤・白・青は国旗において使用頻度の多い色でありスラブ系民族とは無関係な国（例：リベリア、チリ、ラオス、イギリス、アメリカ）でもこの組み合わせは多く見られる。

### 汎アラブ色
汎アラブ色はアラビア半島のアラブ地域で多く使用される配色のことであり、赤、黒、白そして緑の四色を指す。起源はアラブ反乱のアラブ反乱旗に由来すると考えられている。

### 汎アフリカ色
汎アフリカ色はアフリカ大陸で多く使用される配色のことであり、赤・黄・緑の三色を指す。この配色は当時アフリカ唯一の独立国であったエチオピアが使い始めたものである。

## デザイン

### デザイン
- トリコロール

別名三色旗とも呼ばれる世界中で広く使用されるデザインである。縦三色（ペイル）や横三色（フェス）に大きく分類され、中央に紋章をあしらう場合が多い。
- カントン

国旗の左上半分を隔てて紋章などを描くもの。ユニオンジャックが代表的な例である。
- 十字

キリスト教の十字架をモチーフとしたものが多く、スカンジナビア十字やサルタイアー十字のように、欧州で広く使用されるデザインである。
- シェブロン

国旗の左側を三角に隔てて描くもの。右側は横に分割されて描かれる。
- ベント

対角線上を結ぶ線の一方で隔てるもの。

### 象徴
ここでは象徴として使われることが多いものの一例として示す。
- 星 - 有名なものでは南十字星、共産主義、三日月と合わせてイスラム教など。
- 国章 - 殆どは国章がそのまま描かれるが、ポルトガルの国旗では国章の主要部分のみが描かれている。[15]
- 建国の由来や理念
- 十字 - スカンディナヴィア十字、聖ゲオルギウス十字など。
- 太陽 - デザインとしてはカザフスタンの国旗のように放射状に光を放つデザインが殆ど。
- 月 - イスラム教で用いられる三日月の場合が殆ど。

## 掲揚方法
明文化されているわけではないが、国旗を掲揚する際には、国際的なプロトコール（慣習）が成立している。

### 一般的な慣習
- 国旗が掲揚されるときは、自国、他国の国旗に関わらず、国旗に対して敬意を表す。
  - 起立、直立不動で国旗に注目することが基本である。
  - 文民は脱帽する。
  - 軍人・警察官などは脱帽せず挙手礼などの敬礼を行う。
  - 地域によっては、文民も文民式の敬礼（右掌を左胸（心臓の位置）に当てて敬意を表す、有帽の場合は帽子を胸に当てる）又は挙手礼を行う。
  - 日本では文民式の敬礼はあまり行われず、起立脱帽し姿勢を正しくして国旗に注目して敬意を示すのが一般的である。
- 国旗の掲揚は日の出から日没までとされているが、会社や学校などでは一日の節目に掲揚・収納するのが一般的である。
  - 夜間に掲揚する場合は照明を当てる。
- 破れたり、汚れた国旗は使用してはならない。（古くなった国旗の処分は非公開の場で焼却するのが良いとされる）。
- 国旗を2枚掲げる場合は建物の内側から見て右側を上位とする。
  - 日本では外国旗に敬意を示し、外国旗を上位に掲揚するのが一般的である。
  - 複数の国旗を掲揚する場合は内側から見て右側の国旗を最初に掲げて、収納する際は内側から見て右側の国旗は最後に収納する。
  - 自国旗優先主義を取り、自国旗を上位に掲揚する国もある。
- 雨天の場合は屋外に掲揚してはならない。
- 三脚などで掲げる際は、国旗を地面に触れさせてはならない。
- 自国の国旗を掲げる事なく外国旗だけを掲げない。
- 旗竿に掲げる場合は、旗竿の最上部に接して掲揚しなければならない。半旗は除く。

### 複数の国旗を掲げる際の慣習

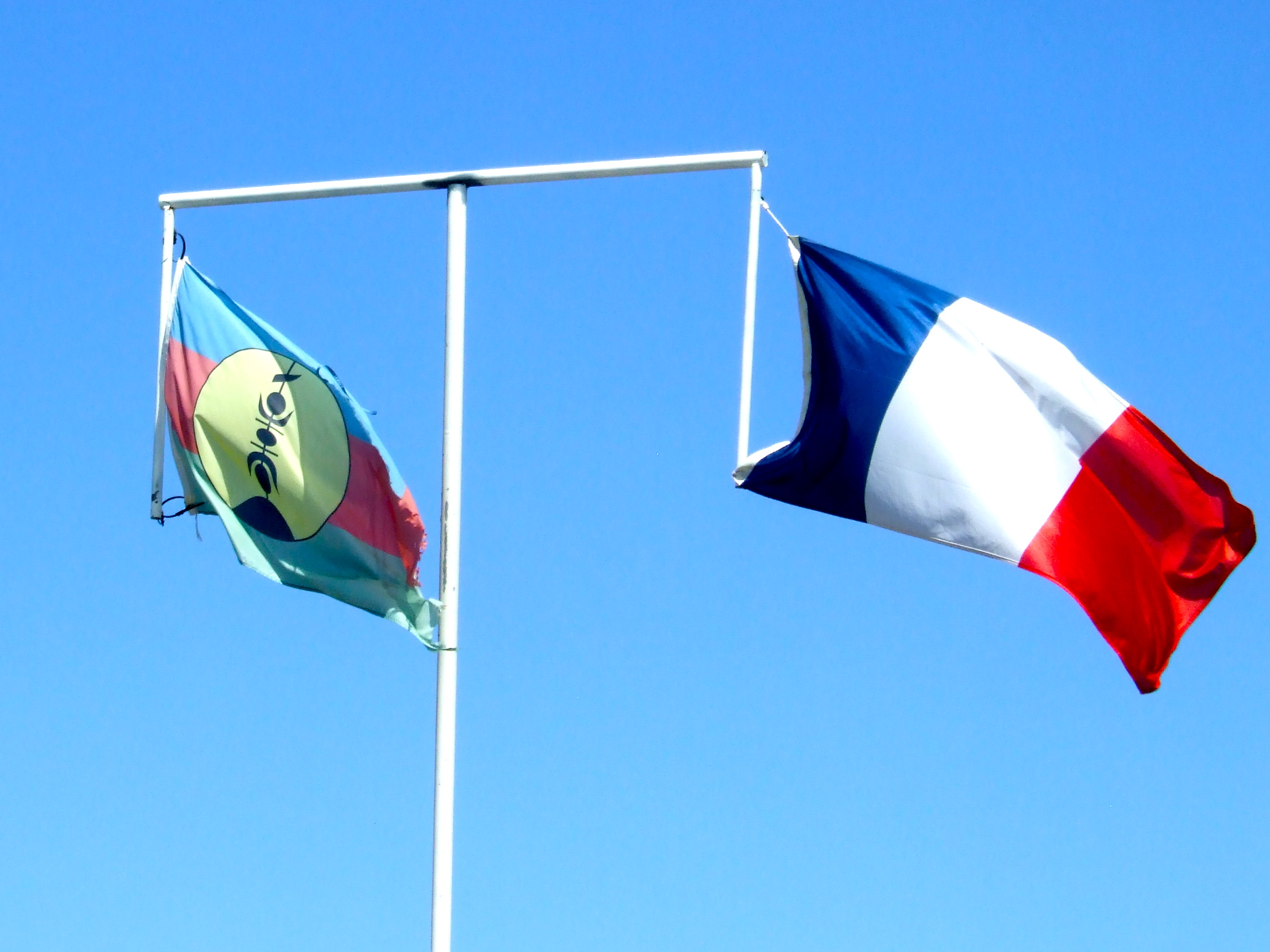
ニューカレドニアで掲げられたフランス国旗とFLNKSの旗（2010年より両方とも公式旗）

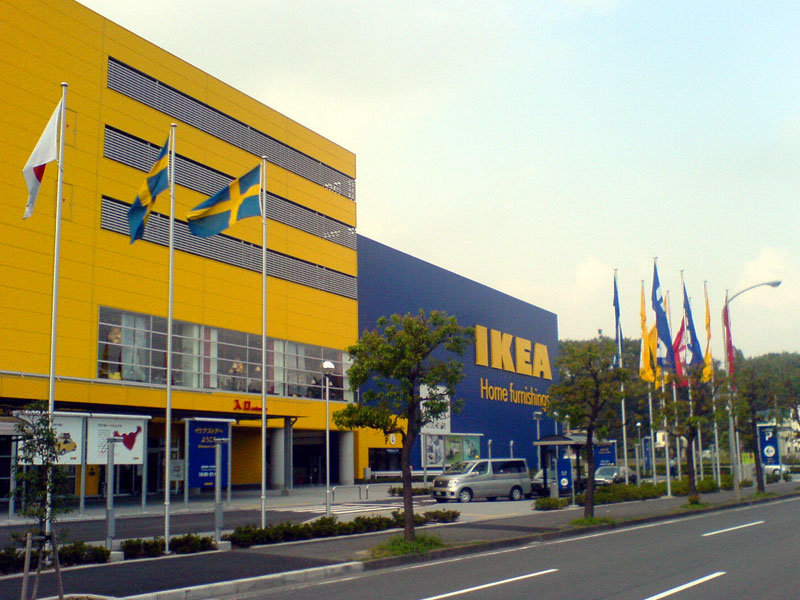
イケアでは創業国のスウェーデンと出店先の国旗を店舗前に併揚している。

- 複数の国旗を掲げる際は国旗の大きさは同一にして掲げる。
  - 但し、縦横の比率が異なる等で大きさが合わないならば、縦の長さか面積を合わせる。
  - 旗竿の高さ（長さでは無い）は同一にする。
- 1本の旗竿に複数の国旗を併掲する事は、下段に掲げられた国は上段の国の属国扱いとする意味を持つので、この掲揚方法は重大なマナー違反であり、タブーとされている。 
  - 1本の旗竿しかない場合は先端に横棒を設けて高さを同一にする。
- 団体旗などと併掲する場合は団体旗より国旗の方が大きく、なおかつ高い位置に掲げなければならない。（国旗より高い位置に掲揚したり、大きいものであってはならない）
  - 国旗と団体旗の2枚での併掲の場合は国旗を上位とする。
- 3国以上の国旗を掲げる場合、建物の内側から見て右側から、 国連方式表記のアルファベット順に配列する。
  - 国の数が奇数の時は、自国の国旗を中心にして 外国旗を国連方式表記のアルファベット順に左右交互に配列する方法もある。
  - 国際連合旗については、1947年10月に決定された国際連合旗規定により「他の旗と共に掲揚する場合、他のいかなる旗も国際連合の旗よりも高い位置に掲揚されてはならず。また、旗の大きさも国際連合の旗より大きいものであってはならない。」と定められている。

### 半旗
国家的な人物の死去などの際、弔意を表すために国旗を旗竿の最上位より下に掲げる掲揚方法を半旗と言う。半旗を掲げる場合は半旗だとはっきり判るように掲げなければならない。また、半旗を掲げる際は、一旦旗竿の最上部まで上げた後に半旗にする。
収納の際には、一旦最上部まで上げてから収納する。構造上の関係で半旗にできない場合は竿頭を黒布で覆うやり方で弔意を示す弔旗にする方法もある。日本では国旗球を黒布で覆い、日の丸の長辺と同じくらいの黒布を旗の上部に付けて掲げる。
ただし、サウジアラビアの国旗は半旗にすることが法律で禁じられている。

### 垂直掲揚
多くの国旗は、垂直に掲揚される場合は、単に旗竿を右へ90度回転させるのみで良い。しかし、いくつかの国では、国旗を垂直に掲揚する際の特別なデザインや手順を定めているものもある。例えば、国旗中の紋章を横に配置し、縦に掲揚された場合でも正しく見られるようにするなど。

垂直掲揚用のスロバキアの国旗
通常使用でのスロバキアの国旗

ブラジル、オランダ、パキスタン、サウジアラビアにも垂直掲揚のための国旗があり、この4か国では通常の国旗での垂直掲揚を禁じている。
他には北朝鮮国旗にも垂直掲揚用の国旗がある。
また、アメリカ合衆国の国旗及びギリシアの国旗が垂直に掲揚される場合には、常にカントンが左上に来るように、右へ90度回転させた後に裏返しにするのが正しい手順である。

垂直掲揚時のギリシアの国旗
通常使用でのギリシアの国旗